# Rodrigo Facio
Rodrigo Facio est un avocat, professeur, économiste autodidacte et homme politique costaricien, né à San José le 26 mars 1917 et mort le 7 juin 1961 à  Acajutla, au Salvador. Il est membre fondateur du Parti de la Libération nationale et a occupé les fonctions de Recteur de l'université du Costa Rica (UCR).

## Biographie
Facio fréquente le lycée du Costa Rica et fait des études supérieures en droit, en réalisant ses propres recherches sur des thèmes économiques. En effet, seules trois disciplines universitaires sont enseignées au Costa Rica avant la création en 1940 de l'Université du Costa Rica : droit, pharmacie et agronomie.  Facio fera donc sa thèse de droit mais sur un sujet économique, et l'appellera Étude sur l'économie costaricienne.
Facio est un des membres fondateurs du Centre d'études des problèmes nationaux, un groupe de pensée idéologique social-démocrate. Militant du Parti Social Démocrate et ultérieurement membre fondateur du Parti de la Libération nationale, il est élu député de l'Assemblée constituante qui rédige la Constitution de 1949 du Costa Rica, toujours en vigueur. 
Facio est nommé doyen de l'École de Sciences économiques et sociales de 1947 à 1952, ainsi que membre de l'École de droit. Il devient ensuite Recteur de l'Université, sa gestion est considérée officiellement par l'UCR comme le sommet de la réforme de l'éducation supérieure au Costa Rica.  Facio défend la réforme universitaire de 1957 qui fournit l'autonomie de l'institution au plus haut niveau constitutionnel. Avec cette réforme, l'indépendance universitaire est garantie et les fonctions de direction à l'UCR sont issues du vote démocratique de ses instances internes. Il déménagera aussi l'Université à son emplacement actuel du campus San Pedro de Montes de Oca, à l'est de San José. 
Il devient membre du conseil d'administration de la Banque centrale du Costa Rica de 1950 à 1960 puis travaille pour la Banque interaméricaine de développement (BID).
Il décède accidentellement à 44 ans au Salvador. Il est déclaré Citoyen d'Honneur de la Patrie par l'Assemblée législative.  
Figure d'inspiration pour les universitaires de l'Université du Costa Rica, le caractère économique et social visionnaire de sa pensée est toujours d'une grande actualité.  Le présent Recteur de l'UCR, Henning Jensen s'exprime à son sujet : « la figure de Rodrigo Facio personnifie les valeurs et les principes qui sont importants pour la vie universitaire et la société costaricienne. À une époque fragmentée socialement et désorientée politiquement, ses idées et son œuvre, ainsi que sa capacité à les réaliser, représentent une inspiration et articulent une aspiration de la population costaricienne. »

## Carrière
La carrière de Rodrigo Facio fut courte, mais avec des résultats importants pour le Costa Rica:
- Président de l'Association culturelle des étudiants en droit
- Représentant des étudiants de l'École de droit
- Député Constitutionnel de 1949
- Professeur de philosophie du droit et d'Histoire des doctrines économiques
- Doyen de l'École de sciences économiques
- Recteur de l'Université du Costa Rica
- Membre du Conseil d'administration de la Banque centrale du Costa Rica

## Reconnaissances
- Le campus central de l'Université du Costa Rica porte le nom de Campus universitaire Rodrigo Facio[9]
- Citoyen d'honneur de la Patrie
- Une émission des billets de 10 colons dans les années 70 et 80 du 20e siècle lui est consacrée[10]
- Une statue de Rodrigo Facio se trouve à l'entrée du Campus de l'Université du Costa Rica
- Un buste de Rodrigo Facio se trouve au Rectorat de l'Université du Costa Rica

## Publications
- Étude sur l'économie costaricienne, 1942.
- Crédit et banque, 1949